# Phlebiella fibrillosa
Phlebiella fibrillosa är en svampart som först beskrevs av Hallenb., och fick sitt nu gällande namn av K.H. Larss. & Hjortstam 1987. Phlebiella fibrillosa ingår i släktet Phlebiella, ordningen Polyporales, klassen Agaricomycetes, divisionen basidiesvampar och riket svampar.   Inga underarter finns listade i Catalogue of Life.